# Saison 1986-1987 du FC Mulhouse
La saison 1986-1987 du Football Club de Mulhouse, ou FC Mulhouse, voit le club participer au Championnat de France de football D2 1986-1987, dont il termine à la 3e place du groupe A. Malgré une participation aux matchs de pré-barrages, le club ne monte pas en Division 1.

## Résumé de la saison

### Championnat de France de football de Division 2 (groupe A)
À l'issue de la saison, le club termine troisième du groupe A et participe aux barrages.
- Matchs de Pré-barrages : Olympique lyonnais - FC Mulhouse 4-3

### Coupe de France de football
Le club atteint les 16e de finale de la compétition.

## Classement final
| Place | Club                     | Points | Joués | Victoires | Nuls | Défaites | Buts pour | Buts contre | Différence |
| ----- | ------------------------ | ------ | ----- | --------- | ---- | -------- | --------- | ----------- | ---------- |
| 1     | Chamois niortais FC      | 55     | 34    | 24        | 7    | 3        | 48        | 15          | +33        |
| 2     | SM Caennais              | 48     | 34    | 21        | 6    | 7        | 62        | 30          | +32        |
| 3     | FC Mulhouse              | 46     | 34    | 16        | 14   | 4        | 54        | 29          | +25        |
| 4     | Stade de Reims           | 43     | 34    | 18        | 7    | 9        | 53        | 34          | +19        |
| 5     | Stade Quimpérois         | 41     | 34    | 14        | 13   | 7        | 48        | 36          | +12        |
| 6     | AS Beauvais              | 38     | 34    | 15        | 8    | 11       | 47        | 39          | +8         |
| 7     | FC Tours                 | 35     | 34    | 11        | 13   | 10       | 37        | 36          | +1         |
| 8     | USL Dunkerque            | 33     | 34    | 12        | 9    | 13       | 33        | 41          | -8         |
| 9     | RC Strasbourg            | 32     | 34    | 12        | 8    | 14       | 42        | 40          | +2         |
| 10    | EA Guingamp              | 32     | 34    | 10        | 12   | 12       | 48        | 47          | +1         |
| 11    | US Orléans               | 32     | 34    | 11        | 10   | 13       | 33        | 35          | -2         |
| 12    | Angers SCO               | 32     | 34    | 9         | 14   | 11       | 34        | 41          | -7         |
| 13    | Valenciennes FC          | 31     | 34    | 10        | 11   | 13       | 37        | 39          | -2         |
| 14    | La Roche Vendée Football | 29     | 34    | 9         | 11   | 14       | 34        | 40          | -6         |
| 15    | Sporting Club Abbeville  | 26     | 34    | 8         | 10   | 16       | 28        | 44          | -16        |
| 16    | CO Saint-Dizier          | 24     | 34    | 6         | 12   | 16       | 34        | 52          | -18        |
| 17    | Amiens SC                | 23     | 34    | 5         | 13   | 16       | 25        | 56          | -31        |
| 18    | AS Red Star 93           | 12     | 34    | 4         | 4    | 26       | 25        | 68          | -43        |

 Victoire à 2 points